# Xã Lick, Quận Jackson, Ohio
Xã Lick (tiếng Anh: Lick Township) là một xã thuộc quận Jackson, tiểu bang Ohio, Hoa Kỳ. Năm 2010, dân số của xã này là 2.661 người.